# Fabio Baggio
Fabio Baggio, CS (Bassano del Grappa, 1965) és un sacerdot italià dels Missioners de Sant Carles col·laborador del Papa Francesc i un dels màxims responsables del Vaticà en matèria de migracions. Ha defensat en diversos indrets l'obertura de les portes legals a migrants i refugiats.
És llicenciat en Teologia i Història i doctor en Història de l'Església per la Pontifícia Universitat Gregoriana. Ha estat professor en diverses universitats. Va ser consultor per migracions de la Conferència Episcopal de Xile i director de Migracions de l'Arquebisbat de Buenos Aires. També ha estat director del centre de migracions Scalabrini de les Filipines del 2002 al 2010 i del Scalabrini International Migration Institute de la Universitat Urbiniana de Roma des del 2010. Des del des de gener del 2017 és subsecretari de la Secció de Migrants i Refugiats del Dicasteri al servei del desenvolupament humà integral del Vaticà al costat de Michael Czerny.